# Kong Edvards borge og bymure i Gwynedd
Kong Edvards borge og bymure i Gwynedd (engelsk: Castles and Town Walls of King Edward in Gwynedd) blev opført, efter at Edvard 1. af England havde erobret Wales i 1282 – 1213. Fæstningerne er placerede i grevskabet Gwynedd og på den nærliggende ø Anglesey. 
James af St. George (ca. 1230 – 1309) fra Savoyen var arkitekt for fæstningerne.
De vigtigste anlæg er: 
- Caernarfon Castle og bymure i Caernarfon (påbegyndt 1283). Her blev Edward 8. af Storbritannien indsat som fyrste af Wales i 1911. I 1969 fik prins Charles den samme titel.
- Conwy Castle og bymure i Conwy (påbegyndt 1283). Byen ligger på den walisiske nordkyst.
- Harlech Castle (påbegyndt 1283), ligger i byen Harlech ved Cardigan Bay (den sydøstlige del af Irske Hav).
- Beaumaris Castle på Anglesey (påbegyndt 1295)

Området blev optaget på UNESCOs Verdensarvsliste i 1986.